# Coleophora aequalella
Coleophora aequalella é uma espécie de mariposa do gênero Coleophora pertencente à família Coleophoridae.